# Inhibició de l'hemaglutinació viral
La inhibició de l'hemaglutinació viral (IHA) és una prova immunològica que permet el diagnòstic i caracterització dels virus i la mesura dels anticossos presents al sèrum. Va ser descrita per George Keble Hirst el 1942 i després modificada per Jonas Salk el 1944.

## Fonament

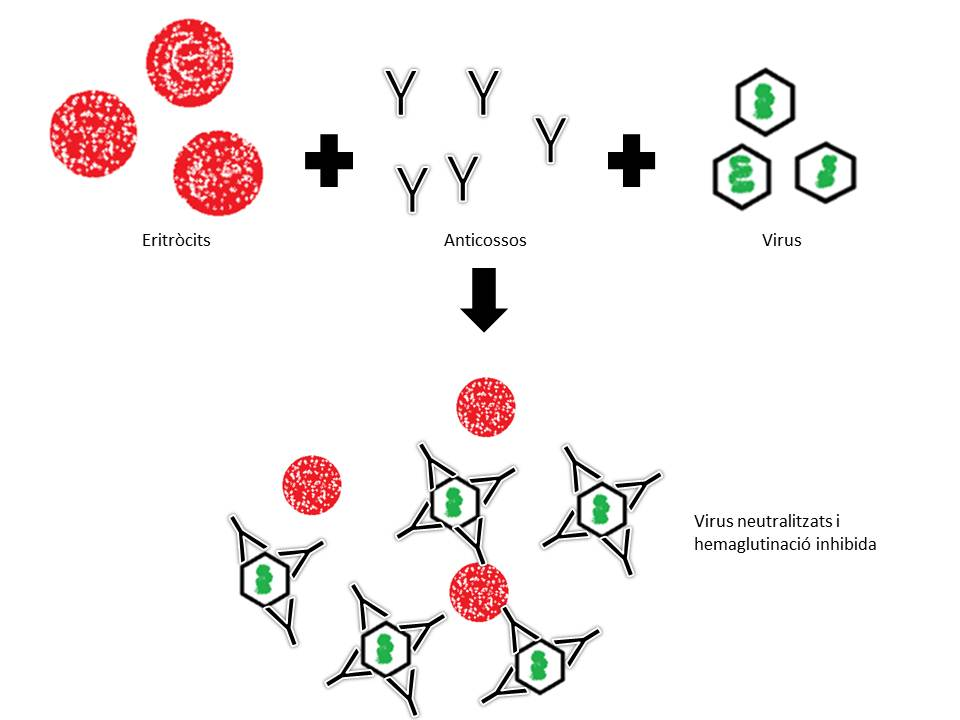
Inhibició de l'hemaglutinació viral mitjançant anticossos

Es basa en la capacitat d'alguns virus de causar hemaglutinació. Els àcids nucleics d'aquests codifiquen proteïnes que els permeten adherir-se a receptors dels eritròcits i aglutinar-los. Aquest fenomen s'utilitza per al diagnòstic d'infeccions causades per ortomixovirus, paramixovirus, togavirus, flavivirus i bunyavirus.
En la prova de la inhibició de l'hemaglutinació viral es bloquegen les unions dels virus als glòbuls vermells fent servir anticosssos (preferentment IgM) o altres inhibidors específics. Aquests s'associen al virus formant un complex antigen-anticòs que provocarà la pèrdua de la capacitat hemaglutinant. Com els anticossos són específics per a cada virus, aquesta prova és diferencial i permet establir el tipus de virus de la mostra. Els anticossos que inhibeixen l'aglutinació dels eritròcits es desenvolupen ràpidament i es mantenen durant molt de temps declinant lentament.
El major inconvenient de la prova és el fet que altres components del sèrum dels pacients, a més d'anticossos, poden inhibir l'hemaglutinació. Aquests components es denominen inhibidors inespecífics els quals han d'eliminar-se abans de realitzar-se la prova.

## Procediment
Hi ha dos mètodes per realitzar la IHA, en un es realitzen dilucions decreixents de virus i s'enfronten a quantitats constants de sèrum (alfa) i en l'altre dilucions decreixents de sèrum s'enfronten a quantitats constants de virus (beta). El mètode beta és el més utilitzat i s'explica a continuació:

### Materials i reactius
- Eritròcits d'una espècie adequada (pollastre, gallina, conillet d'Índies o éssers humans grup 0 tractades amb tripsina) obtinguts en solució Alsever o heparina.
- Diluent de pH adequat.
- Solucions per a eliminar les hemaglutinines inespecífiques del sèrum.
- Medi de cultiu infectat o antigen estàndard per a serologia.

### Determinació del títol hemaglutinant
Per a dur a terme aquesta prova cal saber la concentració de l'antigen. S'incuba una suspensió diluïda d'eritròcits amb dilucions seriades de l'antigen. El temps dependrà del que tardin els eritròcits dels tubs sense virus en sedimentar en forma de botó compacte. La major dilució que produeixi hemaglutinació (parcial o completa) representarà 1 UHA (unitat hemaglutinant).

### Tractament del sèrum
Per a la majoria de virus és necessari eliminar els inhibidors inespecífics presents en el sèrum. Hi ha altres components del sèrum a més dels anticossos que poden inhibir l'hemaglutinació. Han de ser eliminats abans de començar la prova. El tractament pot ser físic, enzimàtic, o una combinació dels dos.

### Prova de la inhibició
Es barreja una dilució d'antigen, en aquest cas virus, que contingui 4UHA amb els glòbuls vermells adequats i dilucions seriades del sèrum tractat. La suspensió es deixa incubar a temperatura ambient una hora abans de fer la lectura dels resultats.

### Controls de qualitat
Perquè els resultats de la prova puguin ser donats per bons s'han de dur a terme, a més, una sèrie de controls. En cada assaig s'ha d'utilitzar: 
- Control dels glòbuls vermells (permet detectar aglutinació inespecífica).

- Control de sèrum positiu.

- Control de sèrum negatiu.

- Control de la cèl·lula per a cada sèrum (permet detectar aglutinació inespecífica).

- Control de les unitats hemaglutinants de l'antigen.

### Interpretació dels resultats
Als pous on no hi ha hagut inhibició de l'hemaglutinació, la reacció de les hemaglutinines virals amb els eritròcits formen un reticle de cèl·lules aglutinades que sedimenten de forma irregular. Als pous on hi havia anticossos específics i en quantitat adequada s'ha inhibit l'aglutinació, i les cèl·lules han sedimentat en forma de botó compacte.

## Utilitats
La tècnica de la inhibició de l'hemaglutinació viral pot tenir diferents utilitats, algunes de les quals es comenten a continuació:
- Quantificar, avaluar, la resposta immunològica. Permet mesurar la capacitat dels anticossos per bloquejar la funcio vírica específica. L'absència d'hemaglutinació és un resultat positiu, cosa que ens indica que totes les partícules víriques s'han enllaçat amb els anticossos presents en el sèrum.
- Mesurar la concentració d'anticossos presents en el sèrum d'un individu.
- Es pot fer servir per al diagnòstic d'infeccions d'alguns virus com la rubeola o l'herpes. També serveix per al diagnòstic del virus de Newcastle i de la grip.
- Ens permet mesurar la quantitat d'antígens solubles, que es podran quantificar a partir de dilucions